# Caroline Hartge
Caroline Hartge (* 1966 in Hannover) ist eine deutsche Schriftstellerin.

## Leben und Werk
Hartge studierte Anglistik, Hispanistik und Geographie in Gießen/Lahn und hat seit 1987 Lyrik und Prosa in Anthologien in mehr als 30 Verlagen und in zahlreichen Literaturzeitschriften veröffentlicht. Einzelne Gedichte von ihr wurden ins Englische, Niederländische, Estnische, Französische, Italienische, Katalanische, Spanische, Arabische und Chinesische übersetzt; sie selber übersetzte vor allem die Lyrik Lenore Kandels und Elise Cowens aus dem amerikanischen Englisch ins Deutsche. 2016 war sie Jurorin für den Bonner Literaturpreis, 2022 Jurysprecherin für den Kulturpreis der Evangelisch-lutherischen Landeskirche Hannovers.
Caroline Hartge lebt in Garbsen. Sie arbeitet seit 1999 in der Literaturagentur Thomas Schlück und ist seit 2025 Mitglied des PEN-Zentrum Deutschland.

## Einzeltitel
- Das blaue Komma, Gedichte (Wehrhahn Verlag, Hannover 2023). ISBN 978-3-98859-101-2.
- Chronologische Diffusion, Gedichte (Edition Michael Kellner, Hamburg 2023). ISBN 978-3-933444-30-1.
- Spur von Licht, Gedichte (Edition Michael Kellner & Blaubuch Verlag, Hamburg 2018). Spatzen #3. ISBN 978-3-933444-53-0.
- Zwei Tauben aus Schnee. Erzählung und Gedichte. Erweiterte Neuausgabe. (AQUINarte edition, Kassel 2013). ISBN 978-3-933332-49-3.
- Lose Wolken, Gedichte (Verlag Peter Engstler, Ostheim/Rhön 2012). ISBN 978-3-941126-38-1.
- Nachtstücke, Gedichte (AQUINarte edition, Kassel 2009). aquinarten No. 22. Ohne ISBN.
- Die Flügel des heiligen Begehrens, Gedichte (Buchlabor, Dresden 2009). ISBN 978-3-929693-52-2.
- Wilde Brombeeren, Gedichte (Verlag Peter Engstler, Ostheim/Rhön 2008). ISBN 978-3-929375-86-2.
- Zwei Tauben aus Schnee. Erzählung und Gedichte (AQUINarte edition, Kassel 2006). ISBN 978-3-933332-49-3.
- Schilf & Requiem für Elise Cowen, Gedichte (Verlag Peter Engstler, Ostheim/Rhön 2005). ISBN 978-3-929375-64-0.
- Atemlose Antiphon / Antifonia a perdifiato, Gedichte mit italien. Übersetzung von Anna Ruchat (Josef Weiss Edizioni, Mendrisio/Schweiz 2005). ISBN 978-3-929375-86-2.
- Asche, Gedichte (Verlag Peter Engstler, Ostheim/Rhön 2001). ISBN 978-3-929375-27-5.
- Aufklärung in 7 Kapiteln, Gedichte (Buchlabor, Dresden 1999). ISBN 3-929693-22-4.
- Totem, Gedichte (Verlag Peter Engstler, Ostheim/Rhön 1996). ISBN 3-929375-11-7.
- Ptolemain/Die Narrative Maschine. Zwei Erzählungen (Buchlabor, Dresden 1995). ISBN 3-929693-06-2.

## Herausgabe (Auswahl)
- querFALK. Buch über eine Zeitschrift (mit Ralf Zühlke, 2007)
- Handbuch deutschsprachiger Literaturzeitschriften (1997)

## Anthologien und Literaturzeitschriften (Auswahl)
- Axel Kutsch (Hg.), Versnetze. Deutschsprachige Lyrik der Gegenwart (2007).
- Christoph Buchwald und Uljana Wolf (Hg.): Jahrbuch der Lyrik (2009).
- Karl Otto Conrady (Hg.), Der Große Conrady. Das Buch deutscher Gedichte. Von den Anfängen bis zur Gegenwart (2008).
- Karl Otto Conrady (Hg.), Der Neue Conrady. Das große deutsche Gedichtsbuch (2000).
- Shafiq Naz (Hg.), Der deutsche Lyrikkalender 2010 (2009).
- Björn Kuhligk und Jan Wagner (Hg.): Lyrik von JETZT (2003).

- Literaturzeitschriften: außer.dem, Dichtungsring, fixpoetry, Das Gedicht, Kalmenzone, Krachkultur, Ostragehege, Der Sanitäter, Seitenstechen, Trompete

## Übertragung (Auswahl)
- Elise Cowen: Aus Tod & Wasser gemacht (2018).
- Lenore Kandel: Das Liebesbuch (2005).
- Lenore Kandel: Wortalchemie (2005).